# Gerlingsen
Gerlingsen ist ein Stadtteil von Iserlohn im Sauerland.
Die Ortschaft liegt östlich von Grürmannsheide und nördlich von Dröschede. 1549 wird sie als „Gerlinchusen“ erstmals urkundlich erwähnt; ihr Name ist vermutlich aus „Gardinghusen“ (nach dem Männernamen Garding) entstanden.
Ende 2023 hatte Gerlingsen rund 4000 Einwohner. Der Stadtteil verfügt über eine Grundschule und über eine Zweigstelle der Gesamtschule Iserlohn. Er ist über die nahe gelegene Anschlussstelle Iserlohn-Zentrum der A 46 an das überregionale Straßennetz angebunden.